# Akureyrarvöllur
L'Akureyrarvöllur est un stade à multi-usages basé à Glerárgötu dans la ville d'Akureyri, en Islande. Il est principalement utilisé pour les rencontres de football.
Ce sont les clubs de la ville d'Akureyri,  le KA Akureyri et le Thór Akureyri, qui y disputent leurs rencontres à domicile lors du championnat de football islandais.
Le stade, initialement une piste d'athlétisme, est officiellement inauguré en 1953. Il a accueilli les matches des équipes Thór Akureyri, ÍBA Akureyri et KA Akureyri. De 2012 à 2022, seul le KA Akureyri joue dans le stade. En 2022, un projet de construction d'un nouveau stade à Dalsbraut est lancé, ce qui change l'utilisation du stade actuel.
En 2016, des travaux décalent l'emplacement du stade de 15 mètres vers le sud, afin de placer le stand davantage au milieu du terrain.
En 2018 et jusqu'en 2022, le stade est renommé Greifavöllurn, prenant le nom de la marque de restaurants Greifinn Veitingahús qui sponsorise le KA Akureyi.
Sa capacité est de 2 000 places dont 400 assises[réf. nécessaire].